# Tistlar från tundran
Tistlar från tundran är den svenska vissångerskan Turids sjunde studioalbum, utgivet på Metronome (MLP 15.661) 1980. Albumet gavs ursprungligen ut på LP. Det har inte utkommit på CD.
Albumet var hennes sista för Metronome då hon på nästa album, 1982 års Flow Soma, gick tillbaka till Silence Records, som hon tidigare varit kontrakterad för. Tistlar från tundran är inspelat i Metronome studio i Stockholm i januari 1980. Bland de medverkande musikerna finns Kenny Håkansson, Rolf Wikström och Stefan Brolund.
Låten "På väg" tog sig in på Svensktoppen 1980 där den stannade under tio veckor med en andraplats som bäst.

## Låtlista
Samtliga låtar skrivna av Turid Lundqvist, om annat inte anges.
Sida A
1. "På väg" ("One's on the Way", musik: Shel Silverstein, text: Fransisca)
2. "Ballad för Penelopes systrar" (musik: Lundqvist, text: Anita Habel)
3. "Din klara sol" ("Nun danket all und bringet", musik: Christian Störl, Habel)
4. "Personligt brev"
5. "Tidig Stockholmsmorgon" (musik: Tore Haraldsen, text: Habel)
6. "Vargavisa" (musik: Bjarne Löwdin, text: Staffan Beckman)
7. "Finsk menuett" (musik: trad., text: K. Anka)

Sida B
1. "Tobbes sång" (musik: Gunnar Edander, text: Ulf Oldberg)
2. "Regn" (musik: Lundqvist, text: Stig Dagerman)
3. "Brevet" ("La Carta", musik: Violeta Parra, text: Jan Hammarlund)
4. "Flykten valde oss" (musik: Lundqvist, text: Dagerman)
5. "Konstberiderskan" (musik: Erna Tauro, text: Tove Jansson)

### Fotnoter
1. 1 2 3  ”Turid Lundqvist”. Svensk mediedatabas. http://smdb.kb.se/catalog/search?q=turid+lundqvist&sort=OLDEST. Läst 26 januari 2013.
2. ↑  ”Svensktoppen 1980”. Sveriges Radio. http://sverigesradio.se/diverse/appdata/isidor/files/2023/3478.txt. Läst 26 januari 2013.